# Grecia en los Juegos Olímpicos de Nagano 1998
Grecia estuvo representada en los Juegos Olímpicos de Nagano 1998 por trece deportistas, diez hombres y tres mujeres, que compitieron en seis deportes.
El portador de la bandera en la ceremonia de apertura fue el esquiador alpino Vasilios Dimitriadis. El equipo olímpico griego no obtuvo ninguna medalla en estos Juegos.